# Турлатово (платформа)
Турла́тово — остановочный пункт на линии Рязань—Сасово Московской железной дороги. Бывшая станция. Расположена в деревне Турлатово, рядом с аэропортом Турлатово. Является последним остановочным пунктом при следовании из Рязани с левосторонним движением.

## Пассажирское движение
В 2012 году станция является промежуточной остановкой всех электропоездов, следующих из Рязани по Сасовскому направлению - всего 10 пар ежедневно. Время в пути от Рязани - 19 минут.
Посадочные платформы низкие и не оборудованы турникетами.